# Coupe de France de hockey sur glace 2019-2020
Navigation
Coupe de France 2019 Coupe de France 2021
La Coupe de France 2020 de hockey sur glace est la vingt-septième édition de cette compétition organisée par la Fédération française de hockey sur glace. La finale se joue le 16 février 2020 à l'AccorHotels Arena à Paris. Le format de carré final n'ayant pas connu le succès attendu par la fédération, la formule revient à des demi-finales et une finale distinctes.

## Présentation
La Coupe de France est jouée sous la forme d'une compétition à élimination directe, chaque rencontre devant déterminer un vainqueur. S'il y a égalité à l'issue du temps réglementaire, une période de prolongation de dix minutes est jouée, suivie si nécessaire d'une séance de tirs au but. Chaque rencontre est déterminée par tirage au sort. Tous les clubs de Synerglace Ligue Magnus, de Division 1 et de Division 2 ont l'obligation de participer. 
Le calendrier de la coupe est le suivant :
- Premier tour : 5 octobre 2019
- Seizièmes de finale : 22 et 23 octobre 2019
- Huitièmes de finale : 26 et 27 novembre 2019
- Quarts de finale : 17 et 18 décembre 2019
- Demi-finales : 14 et 15 janvier 2020
- Finale : 16 février 2020

| Tour                | Division | Division | Division | Division |
| Tour                | Synerglace Ligue Magnus (SLM) | Division 1 (D1) | Division 2 (D2) | Division 3 (D3) |
| ------------------- | --- | --- | --- | --- |
| Premier tour        | | Drakkars de Caen Jokers de Cergy-Pontoise Éléphants de Chambéry Dogs de Cholet Sangliers Arvernes de Clermont Corsaires de Dunkerque Spartiates de Marseille Vipers de Montpellier Yétis du Mont-Blanc Corsaires de Nantes Remparts de Tours | Red Dogs d'Amnéville Chevaliers du lac d'Annecy Gaulois de Châlons-en-Champagne Titans de Colmar Coqs de Courbevoie Bouquetins du HCMP Épinal Hockey Club Jets d'Évry Viry Pingouins de Morzine-Avoriaz Comètes de Meudon Français volants de Paris Renards de Roanne Bélougas de Toulouse-Blagnac Lynx de Valence Diables rouges de Valenciennes Ours de Villard-de-Lans Lions de Wasquehal | Castors d'Asnières Tigres de l'ACBB Caribous de Seine-et-Marne Ducs de Dijon Lions de Lyon Graoully de Metz Krokos de Nîmes Dragons de Poitiers Phénix de Reims |
| Seizièmes de finale | Gothiques d'Amiens Ducs d'Angers Hormadi Anglet Boxers de Bordeaux Diables rouges de Briançon Pionniers de Chamonix Mont-Blanc Rapaces de Gap Brûleurs de loups de Grenoble Scorpions de Mulhouse Aigles de Nice Dragons de Rouen | Albatros de Brest Bisons de Neuilly-sur-Marne Étoile noire de Strasbourg | | |

## Premier tour
| 5 octobre 2019 | Asnières-sur-Seine (D3) | 10-1 (3-1, 5-0, 2-0) | Dammarie-lès-Lys (D3) | Patinoire des Courtilles 70 spectateurs |

| Feuille de match | Feuille de match | Feuille de match                             | Feuille de match                           | Feuille de match                                   |
| ---------------- | --- | -------------------------------------------- | ------------------------------------------ | -------------------------------------------------- |
|                  | G. Jeannin (Litim) — 4 min 24 s (SN) - Sabourin (Besson, Peltier) — 11 min 9 s Sabourin (Besson) — 19 min 2 s Stalin (N. Jeannin, Plourde) — 21 min 53 s (SN) Sabourin (Dupuis, Stalin) — 25 min 7 s Dupuis (Peltier, Besson) — 28 min 9 s (SN) Leroux (G. Jeannin) — 31 min 17 s Litim (Besson, Leroux) — 33 min 30 s (SN) Plourde (Mehats, Rivero) — 44 min 33 s Leroux (Rivero, Viennot) — 57 min 37 s | 1-0 1-1 2-1 3-1 4-1 5-1 6-1 7-1 8-1 9-1 10-1 | - Blanchot (Boulet, Guyot) — 10 min 35 s - | Arbitrage : Jean-Baptiste Maillard et Romain Bispo |
| Kiss             | Gardiens | Joubert (28 min 9 s) Collos (31 min 51 s)    |                                            | Arbitrage : Jean-Baptiste Maillard et Romain Bispo |
| 12 min           | Pénalités | 24 min                                       |                                            | Arbitrage : Jean-Baptiste Maillard et Romain Bispo |
|                  | |                                              |                                            | Arbitrage : Jean-Baptiste Maillard et Romain Bispo |

| 5 octobre 2019 | Courbevoie (D2) | 2-8 (0-4, 1-4, 1-0) | Français volants (D2) | Patinoire municipale de Courbevoie 205 spectateurs |

| Feuille de match                           | Feuille de match                                                           | Feuille de match                        | Feuille de match | Feuille de match                                                                   |
| ------------------------------------------ | -------------------------------------------------------------------------- | --------------------------------------- | --- | ---------------------------------------------------------------------------------- |
|                                            | - Prudent (Deruelle) — 25 min 50 s (SN) - Prudent (Berthaud) — 51 min 13 s | 0-1 0-2 0-3 0-4 1-4 1-5 1-6 1-7 1-8 2-8 | Bélanger (Papaux, W. Guillon) — 4 min 9 s Chauveau (Gersanois, Vigezzi) — 8 min 53 s Bélanger (Papaux) — 12 min 55 s Dumont (Portier) — 13 min 52 s - Guimbard (Kouzmine, Bélanger) — 33 min 58 s (SN) Guimbard (Benet, Portier) — 35 min 24 s Kouzmine (Bélanger, Papaux) — 35 min 49 s Bélanger (Bouchard) — 37 min 48 s - | Arbitrage : Pascal Telliez Juges de lignes : Florian Tocqueville et Alban Delsarte |
| Sizaire (13 min 52 s) Nikolić (46 min 8 s) | Gardiens                                                                   | Tricoche                                | | Arbitrage : Pascal Telliez Juges de lignes : Florian Tocqueville et Alban Delsarte |
| 10 min                                     | Pénalités                                                                  | 18 min                                  | | Arbitrage : Pascal Telliez Juges de lignes : Florian Tocqueville et Alban Delsarte |
|                                            |                                                                            |                                         | | Arbitrage : Pascal Telliez Juges de lignes : Florian Tocqueville et Alban Delsarte |

| 5 octobre 2019 | Dijon (D3) | 0-9 (0-1, 0-5, 0-3) | Meudon (D2) | Patinoire Trimolet 247 spectateurs |

| Feuille de match | Feuille de match | Feuille de match                    | Feuille de match | Feuille de match                                                                   |
| ---------------- | ---------------- | ----------------------------------- | --- | ---------------------------------------------------------------------------------- |
|                  | -                | 0-1 0-2 0-3 0-4 0-5 0-6 0-7 0-8 0-9 | Debenedet (Marra, Chouinard) — 8 min 46 s (2 SN) Voyer (Rabelle, McDonald) — 26 min 20 s Brooks (Morel, Ottino) — 26 min 58 s Urlik Joly (Ferré) — 31 min 51 s Jeanjean (Marra, Fournier-Gosselin) — 33 min 8 s (SN) Debenedet (Gordon, Fournier-Gosselin) — 39 min 9 s (SN) Debenedet (Gordon, Marra) — 50 min 2 s Blossier — 52 min 2 s Mony (Chouinard, Rabelle) — 56 min 4 s | Arbitrage : Cédric Turbert Juges de lignes : Johan Kirschenbaum et Justin Chouleur |
| Pimbert          | Gardiens         | McDonald                            | | Arbitrage : Cédric Turbert Juges de lignes : Johan Kirschenbaum et Justin Chouleur |
| 24 min           | Pénalités        | 4 min                               | | Arbitrage : Cédric Turbert Juges de lignes : Johan Kirschenbaum et Justin Chouleur |
|                  |                  |                                     | | Arbitrage : Cédric Turbert Juges de lignes : Johan Kirschenbaum et Justin Chouleur |

| 5 octobre 2019 | Boulogne-Billancourt (D3) | 0-11 (0-5, 0-5, 0-1) | Évry Viry (D2) | Patinoire olympique de Boulogne-Billancourt 469 spectateurs |

| Feuille de match                                    | Feuille de match | Feuille de match                              | Feuille de match | Feuille de match                                                                 |
| --------------------------------------------------- | ---------------- | --------------------------------------------- | --- | -------------------------------------------------------------------------------- |
|                                                     | -                | 0-1 0-2 0-3 0-4 0-5 0-6 0-7 0-8 0-9 0-10 0-11 | Sadloň (T. Gautron, Ledoux) — 7 min 41 s (SN) A. Gautron (Sadloň, Berardet) — 13 min Williams (Ch. Radolanirina, Jeannette) — 16 min 37 s Williams (V. Lomakine, I. Lomakine) — 18 min 6 s (SN) V. Lomakine (I. Lomakine, Ledoux) — 19 min 8 s (SN) Ledoux (Kaufmann, T. Gautron) — 26 min 18 s V. Lomakine (I. Lomakine) — 28 min 50 s (SN) Ledoux (T. Gautron, Sadloň) — 38 min 3 s (IN) Pigeot (I. Lomakine, V. Lomakine) — 38 min 59 s V. Lomakine (Piegot, I. Lomakine) — 39 min 51 s Berardet (Tellier, A. Gautron) — 55 min 58 s | Arbitrage : Sébastien Levasseur Juges de lignes : Gaëlle Bourdon et Thomas Simon |
| Sitbon (28 min 50 s) Pierre Marciniak (31 min 10 s) | Gardiens         | Smik (30 min 15 s) Melin (29 min 45 s)        | | Arbitrage : Sébastien Levasseur Juges de lignes : Gaëlle Bourdon et Thomas Simon |
| 22 min                                              | Pénalités        | 8 min                                         | | Arbitrage : Sébastien Levasseur Juges de lignes : Gaëlle Bourdon et Thomas Simon |
|                                                     |                  |                                               | | Arbitrage : Sébastien Levasseur Juges de lignes : Gaëlle Bourdon et Thomas Simon |

| 5 octobre 2019 | Metz (D3) | 1-2 (1-2, 0-0, 0-0) | Colmar (D2) | Ice Arena |

| Feuille de match | Feuille de match | Feuille de match | Feuille de match | Feuille de match  |
| ---------------- | ---------------- | ---------------- | ---------------- | ----------------- |
|                  |                  |                  |                  | Juges de lignes : |
|                  |                  |                  |                  |                   |
|                  |                  |                  |                  |                   |
|                  |                  |                  |                  |                   |

| 5 octobre 2019 | Amnéville (D2) | 1-5 (0-3, 0-0, 1-2) | Épinal (D2) | Patinoire du Centre de Loisirs 453 spectateurs |

| Feuille de match | Feuille de match                      | Feuille de match        | Feuille de match | Feuille de match                                                                |
| ---------------- | ------------------------------------- | ----------------------- | --- | ------------------------------------------------------------------------------- |
|                  | - Thomas (Griet) — 48 min 37 s (IN) - | 0-1 0-2 0-3 1-3 1-4 1-5 | Pernot (Blanchy, Charpentier) — 11 min 57 s Janči (Martin, Gaspar) — 16 min 25 s Gaspar (Fujerik) — 19 min 4 s - Pernot (Fujerik) — 58 min 48 s (SN) Pernot — 59 min 49 s | Arbitrage : Armand Bornais Juges de lignes : Jason Thorrignac et Sueva Torribio |
| Pechek           | Gardiens                              | Korochoune              | | Arbitrage : Armand Bornais Juges de lignes : Jason Thorrignac et Sueva Torribio |
| 12 min           | Pénalités                             | 20 min                  | | Arbitrage : Armand Bornais Juges de lignes : Jason Thorrignac et Sueva Torribio |
|                  |                                       |                         | | Arbitrage : Armand Bornais Juges de lignes : Jason Thorrignac et Sueva Torribio |

| 5 octobre 2019 | Cergy-Pontoise (D1) | 1-2 (TB) (1-0, 0-1, 0-0, 0-0, 0-1) | Dunkerque (D1) | Aren'ice 1 491 spectateurs |

| Feuille de match | Feuille de match                               | Feuille de match | Feuille de match                                     | Feuille de match                                                             |
| ---------------- | ---------------------------------------------- | ---------------- | ---------------------------------------------------- | ---------------------------------------------------------------------------- |
|                  | Kalter (Franck, Hordelalay) — 6 min 7 s (SN) - | 1-0 1-1 1-2      | - Mikušovič — 35 min 56 s (IN) Altidor — 65 min (TB) | Arbitrage : Yann Furet Juges de lignes : Antoine Debucquet et Samuel Fessier |
| Chimienti        | Gardiens                                       | Duquenne         |                                                      | Arbitrage : Yann Furet Juges de lignes : Antoine Debucquet et Samuel Fessier |
| 8 min            | Pénalités                                      | 18 min           |                                                      | Arbitrage : Yann Furet Juges de lignes : Antoine Debucquet et Samuel Fessier |
|                  |                                                |                  |                                                      | Arbitrage : Yann Furet Juges de lignes : Antoine Debucquet et Samuel Fessier |

| 5 octobre 2019 | Reims (D3) | 5-2 (0-1, 4-0, 1-1) | Valenciennes (D2) | Patinoire Albert 1er 595 spectateurs |

| Feuille de match | Feuille de match | Feuille de match                   | Feuille de match                                                                          | Feuille de match                                                           |
| ---------------- | --- | ---------------------------------- | ----------------------------------------------------------------------------------------- | -------------------------------------------------------------------------- |
|                  | - Lathuillière — 26 min 25 s Lafrance (David) — 30 min 50 s (SN) Bernad — 35 min 34 s (IN) Matejka (Lathuillière, Jeanbourquin) — 36 min 13 s (SN) - Lambolez (Martial) — 47 min 25 s | 0-1 1-1 2-1 3-1 4-1 4-2 5-2        | Fritz-Dreyssé (Zib, Cútt) — 9 min 47 s - Sadoine (Sigüenza, Petrovs) — 43 min 10 s (SN) - | Arbitrage : Florian Aurat Juges de lignes : Pierre Tronet et Romain Honoré |
| Taari            | Gardiens | Brassart (40 min) Mogilev (20 min) |                                                                                           | Arbitrage : Florian Aurat Juges de lignes : Pierre Tronet et Romain Honoré |
| 28 min           | Pénalités | 14 min                             |                                                                                           | Arbitrage : Florian Aurat Juges de lignes : Pierre Tronet et Romain Honoré |
|                  | |                                    |                                                                                           | Arbitrage : Florian Aurat Juges de lignes : Pierre Tronet et Romain Honoré |

| 5 octobre 2019 | Châlons-en-Champagne (D2) | 11-0 (2-0, 4-0, 5-0) | Wasquehal (D2) | Patinoire Cités Glace 398 spectateurs |

| Feuille de match | Feuille de match | Feuille de match                              | Feuille de match | Feuille de match                                                                  |
| ---------------- | --- | --------------------------------------------- | ---------------- | --------------------------------------------------------------------------------- |
|                  | Argento (Mikula) — 31 s Mikula (Bednarcik, Allouchery) — 9 min 18 s (SN) Hanes — 21 min 37 s (IN) Lohou (Hanes, Miyazaki) — 30 min 28 s (SN) Allouchery (Mikula) — 31 min 43 s Miyazaki (Bednarcik) — 35 min 15 s Miyazaki (Mikula, Hanes) — 47 min 16 s Rouillard (Argento) — 48 min 20 s (SN) Miyazaki (Argento) — 50 min 29 s Mikula — 53 min 59 s Allouchery — 59 min 31 s (SN) | 1-0 2-0 3-0 4-0 5-0 6-0 7-0 8-0 9-0 10-0 11-0 | -                | Arbitrage : Guillaume Gardiol Juges de lignes : Louis Bachetti et Laura Perronnin |
| Célestin         | Gardiens | Binanzer                                      |                  | Arbitrage : Guillaume Gardiol Juges de lignes : Louis Bachetti et Laura Perronnin |
| 43 min           | Pénalités | 47 min                                        |                  | Arbitrage : Guillaume Gardiol Juges de lignes : Louis Bachetti et Laura Perronnin |
|                  | |                                               |                  | Arbitrage : Guillaume Gardiol Juges de lignes : Louis Bachetti et Laura Perronnin |

| 5 octobre 2019 | Nîmes (D3) | 3-15 (1-5, 1-4, 1-6) | Montpellier (D1) | Patinoire de Nîmes 319 spectateurs |

| Feuille de match | Feuille de match                                                                                  | Feuille de match                                                               | Feuille de match | Feuille de match                                                                          |
| ---------------- | ------------------------------------------------------------------------------------------------- | ------------------------------------------------------------------------------ | --- | ----------------------------------------------------------------------------------------- |
|                  | - Ricci — 14 min 36 s - Colaisseau (Ricci) — 36 min 39 s (SN) - Pasquali (Cluzel) — 52 min 38 s - | 0-1 0-2 1-2 1-3 1-4 1-5 1-6 1-7 1-8 2-8 2-9 2-10 2-11 2-12 3-12 3-13 3-14 3-15 | Devouassoux (Fomin) — 13 min 24 s (SN) Vigor (Kiener) — 14 min 15 s - Marcialis (Bruyas, Deplanque) — 16 min 41 s (SN) Fomin (Montagut, Devouassoux) — 19 min 1 s Montagut (Fomin, Devouassoux) — 19 min 32 s Odorico (Siegfriedt, Devouassoux) — 26 min 5 s (SN) Vigor (Fomin) — 29 min 32 s Cagigos (Korenko, Iche) — 31 min 6 s (SN) - Devouassoux (Fomin, Siegfriedt) — 38 min 18 s Marcialis (Montagut, Bruyas) — 40 min 40 s Orset (Devouassoux, Odorico) — 45 min 47 s Montagut (Marcialis, Kiener) — 47 min 43 s - Iche (Cagigos) — 57 min 43 s (SN) Montagut (Marcialis, Ozorak) — 59 min 15 s (SN) Plantrou (Orset, Devouassoux) — 59 min 56 s | Arbitrage : Didier Drif Juges de lignes : Nicolas Constantineau et Alexandre Donat-Magnin |
| Wilfart          | Gardiens                                                                                          | Dubos (30 min 20 s) Faure-Geors (29 min 40 s)                                  | | Arbitrage : Didier Drif Juges de lignes : Nicolas Constantineau et Alexandre Donat-Magnin |
| 48 min           | Pénalités                                                                                         | 16 min                                                                         | | Arbitrage : Didier Drif Juges de lignes : Nicolas Constantineau et Alexandre Donat-Magnin |
|                  |                                                                                                   |                                                                                | | Arbitrage : Didier Drif Juges de lignes : Nicolas Constantineau et Alexandre Donat-Magnin |

| 5 octobre 2019 | Toulouse-Blagnac (D2) | 0-5 (0-2, 0-1, 0-2) | Marseille (D1) | Patinoire Jacques-Raynaud 678 spectateurs |

| Feuille de match | Feuille de match | Feuille de match    | Feuille de match | Feuille de match                                                                 |
| ---------------- | ---------------- | ------------------- | --- | -------------------------------------------------------------------------------- |
|                  | -                | 0-1 0-2 0-3 0-4 0-5 | Floodstrand (Villiot, Chausserie-Laprée) — 16 min 1 s Westerlund (Jensen) — 17 min 48 s Greiner (Henderson) — 31 min 41 s (IN) Greiner (Floodstrand) — 41 min 41 s (SN) Deshaies (Andersson, Floodstrand) — 49 min 36 s | Arbitrage : Marie-Tjana Picavet Juges de lignes : Eric Briolat et Jérémy Poulain |
| Kubis            | Gardiens         | Niclot              | | Arbitrage : Marie-Tjana Picavet Juges de lignes : Eric Briolat et Jérémy Poulain |
| 41 min           | Pénalités        | 22 min              | | Arbitrage : Marie-Tjana Picavet Juges de lignes : Eric Briolat et Jérémy Poulain |
|                  |                  |                     | | Arbitrage : Marie-Tjana Picavet Juges de lignes : Eric Briolat et Jérémy Poulain |

| 5 octobre 2019 | Annecy (D2) | 6-4 (2-0, 3-1, 1-3) | Valence (D2) | Complexe Jean Régis |

| Feuille de match                          | Feuille de match | Feuille de match                           | Feuille de match | Feuille de match                                                                 |
| ----------------------------------------- | --- | ------------------------------------------ | --- | -------------------------------------------------------------------------------- |
|                                           | Fribault (C. Papa, Vienneau) — 9 min 12 s Diaferia (Vitton-Mea, C. Papa) — 11 min 40 s (2 SN) Moncenix (C. Papa, Vienneau) — 23 min 32 s (SN) - Perrée (C. Papa) — 35 min 34 s Dugat (Diaferia, Rachex) — 37 min 32 s Arnaud — 41 min 11 s - | 1-0 2-0 3-0 3-1 4-1 5-1 6-1 6-2 6-3 6-4    | - Hernández (Marcinek, Dlouhý) — 31 min 17 s - Bidoli (Marcinek) — 44 min 35 s Bidoli (Marcinek) — 47 min 14 s (SN) Bidoli (Marcinek) — 58 min 47 s (SN) | Arbitrage : Benjamin Scolari Juges de lignes : Yohan George et Tristan Rodriguez |
| Catelin (44 min 35 s) Lioud (15 min 25 s) | Gardiens | Gautero (28 min 49 s) Ledoux (31 min 11 s) | | Arbitrage : Benjamin Scolari Juges de lignes : Yohan George et Tristan Rodriguez |
| 20 min                                    | Pénalités | 14 min                                     | | Arbitrage : Benjamin Scolari Juges de lignes : Yohan George et Tristan Rodriguez |
|                                           | |                                            | | Arbitrage : Benjamin Scolari Juges de lignes : Yohan George et Tristan Rodriguez |

| 5 octobre 2019 | Clermont-Ferrand (D1) | 11-4 (5-3, 2-0, 4-1) | Mont-Blanc (D1) | Patinoire Clermont Communauté 400 spectateurs |

| Feuille de match | Feuille de match | Feuille de match                                               | Feuille de match | Feuille de match                                                                |
| ---------------- | --- | -------------------------------------------------------------- | --- | ------------------------------------------------------------------------------- |
|                  | Medeiros (Baškatovs, Sarliève) — 2 min 38 s - Sarliève (Medeiros, Baškatovs) — 5 min 1 s L. Nalliod-Izacard (Chautant, Labbé) — 6 min 19 s - Novotný (Šinkovič, Kuľha) — 13 min 35 s Labbé (Baškatovs, Medeiros) — 14 min 29 s L. Nalliod-Izacard — 36 min 8 s (IN) Šinkovič (Kuľha) — 39 min 23 s Šinkovič (Kuľha) — 41 min 42 s Sarliève (Andraud) — 47 min 4 s Medeiros (Soldán, Baškatovs) — 54 min 36 s - Brejka (Soldán) — 59 min 59 s | 1-0 1-1 2-1 3-1 3-2 3-3 4-3 5-3 6-3 7-3 8-3 9-3 10-3 10-4 11-4 | - Joly (Thonessen, Vepsäläinen) — 3 min 36 s - Guer (Vepsäläinen) — 8 min 42 s Joly (Vepsäläinen) — 9 min 13 s - Vepsäläinen (Roberts) — 55 min 30 s - | Arbitrage : Nicolas Barbez Juges de lignes : Gildas Fontaine et Vincent Villard |
| Pajpach          | Gardiens | Mongellaz (14 min 30 s) Goy (45 min 30 s)                      | | Arbitrage : Nicolas Barbez Juges de lignes : Gildas Fontaine et Vincent Villard |
| 10 min           | Pénalités | 30 min                                                         | | Arbitrage : Nicolas Barbez Juges de lignes : Gildas Fontaine et Vincent Villard |
|                  | |                                                                | | Arbitrage : Nicolas Barbez Juges de lignes : Gildas Fontaine et Vincent Villard |

| 5 octobre 2019 | Roanne (D2) | 9-3 (2-0, 3-3, 4-0) | Courchevel-Méribel-Pralognan (D2) | Patinoire Fontalon 486 spectateurs |

| Feuille de match | Feuille de match | Feuille de match                                | Feuille de match | Feuille de match                                                                   |
| ---------------- | --- | ----------------------------------------------- | --- | ---------------------------------------------------------------------------------- |
|                  | Ļeščovs (Houde, Ravanel) — 8 min 46 s (SN) Figon-Gage (Villand, Kysilka) — 9 min 42 s Figon-Gage — 20 min 29 s - Tardif (Houde) — 28 min 50 s (SN) - Tardif (Ouimet, Touveron) — 30 min 57 s (SN) - Houde (Ravanel) — 41 min 28 s Touveron (Ouimet) — 44 min 12 s Touveron (R. Bonnefond, Bellerose) — 47 min 3 s (SN) Figon-Gage (Bellerose) — 56 min 39 s | 1-0 2-0 3-0 3-1 4-1 4-2 5-2 5-3 6-3 7-3 8-3 9-3 | - Wagret (Kristek, Haaser) — 24 min 9 s (SN) - Haaser (Gomane, Kristek) — 29 min 51 s - Kristek (Évrard) — 39 min 31 s - | Arbitrage : Philippe Frossard Juges de lignes : Gwilherm Margry et Quentin Ugolini |
| Ginier           | Gardiens | Blanc                                           | | Arbitrage : Philippe Frossard Juges de lignes : Gwilherm Margry et Quentin Ugolini |
| 16 min           | Pénalités | 41 min                                          | | Arbitrage : Philippe Frossard Juges de lignes : Gwilherm Margry et Quentin Ugolini |
|                  | |                                                 | | Arbitrage : Philippe Frossard Juges de lignes : Gwilherm Margry et Quentin Ugolini |

| 5 octobre 2019 | Lyon (D3) | - | Chambéry (D1) | Patinoire Charlemagne |

| 5 octobre 2019 | Morzine-Avoriaz (D2) | 5-2 (1-1, 4-0, 0-1) | Villard-de-Lans (D2) | Škoda Arena 200 spectateurs |

| Feuille de match | Feuille de match | Feuille de match            | Feuille de match                                                             | Feuille de match                                                                       |
| ---------------- | --- | --------------------------- | ---------------------------------------------------------------------------- | -------------------------------------------------------------------------------------- |
|                  | Oligny (Schultz, Eyre) — 5 min 25 s - Oligny (Eyre) — 24 min 35 s Holecko (Chagnon, Havlik) — 26 min 25 s Chatellard (A. Berger) — 30 min 25 s Chagnon (Bourgoin-Donkers, Holecko) — 36 min 16 s - | 1-0 1-1 2-1 3-1 4-1 5-1 5-2 | - Franzino (Matějček, Florian) — 12 min 55 s (SN) - Drogue — 49 min 8 s (SN) | Arbitrage : Alexis Grabit Juges de lignes : Olivier Salicio et Yohann Creux-Beaugirard |
| Mugnier          | Gardiens | Accarier                    |                                                                              | Arbitrage : Alexis Grabit Juges de lignes : Olivier Salicio et Yohann Creux-Beaugirard |
| 12 min           | Pénalités | 12 min                      |                                                                              | Arbitrage : Alexis Grabit Juges de lignes : Olivier Salicio et Yohann Creux-Beaugirard |
|                  | |                             |                                                                              | Arbitrage : Alexis Grabit Juges de lignes : Olivier Salicio et Yohann Creux-Beaugirard |

| 5 octobre 2019 | Poitiers (D3) | 2-10 (0-4, 2-3, 0-3) | Nantes (D1) | Patinoire municipale de Poitiers 633 spectateurs |

| Feuille de match | Feuille de match                                                                         | Feuille de match                                 | Feuille de match | Feuille de match                                                               |
| ---------------- | ---------------------------------------------------------------------------------------- | ------------------------------------------------ | --- | ------------------------------------------------------------------------------ |
|                  | - Lamothe (Bláha, Itsitsa) — 21 min 14 s - Cejpek (Kubovčík, Chauvineau) — 27 min 50 s - | 0-1 0-2 0-3 0-4 1-4 1-5 2-5 2-6 2-7 2-8 2-9 2-10 | Damy (Auger, Perron-Fontaine) — 11 min 17 s Auger (Dufournet, Damy) — 11 min 41 s Le Dren — 12 min 7 s Brenton (Lanvers, Goncalves) — 17 min 59 s (SN) - Hamrák (Prokop, Lanvers) — 26 min 22 s (SN) - Goncalves (Brenton, Laporterie) — 34 min 10 s Damy — 35 min 49 s Houeix (Léveillé, Prokop) — 47 min 16 s (SN) Prokop (Hamrák, Dufournet) — 49 min 27 s Sautereau (Laporterie) — 55 min 18 s | Arbitrage : Romain Herrault Juges de lignes : Leevan Thiebault et David Haspot |
| Moutarde         | Gardiens                                                                                 | Lapointe                                         | | Arbitrage : Romain Herrault Juges de lignes : Leevan Thiebault et David Haspot |
| 28 min           | Pénalités                                                                                | 14 min                                           | | Arbitrage : Romain Herrault Juges de lignes : Leevan Thiebault et David Haspot |
|                  |                                                                                          |                                                  | | Arbitrage : Romain Herrault Juges de lignes : Leevan Thiebault et David Haspot |

| 5 octobre 2019 | Cholet (D1) | 4-9 (1-0, 1-4, 1-6) | Caen (D1) | Pôle Sportif Glisséo 430 spectateurs |

| Feuille de match | Feuille de match | Feuille de match                                    | Feuille de match | Feuille de match                                                               |
| ---------------- | --- | --------------------------------------------------- | --- | ------------------------------------------------------------------------------ |
|                  | Seignez (Simiard) — 8 min 35 s - Frécon (Coulombe, Cornu) — 37 min 26 s - Simiard (Baldris Valls, White) — 46 min 25 s - Kapička (Karsh, Perigo) — 52 min 23 s (2 SN) - | 1-0 1-1 1-2 2-2 2-3 2-4 2-5 2-6 3-6 3-7 4-7 4-8 4-9 | - Devin (Menard, Lavonen) — 27 min 39 s Prosvic (Halas, Mony) — 32 min 40 s - Halas (Mony, Prosvic) — 37 min 51 s Carminati (Robert, Benoit) — 38 min 46 s Alvarez (Aurard, Cerkovnik) — 40 min 41 s Lavonen (Cervonik, Devin) — 41 min 23 s - Lavonen (Halas, Prosvic) — 47 min - Mony (Aurard, Prosvic) — 55 min 29 s Prosvic (Halas, Aurard) — 59 min 45 s | Arbitrage : Frédéric Le Berre Juges de lignes : Cyril Debuche et Jérémy Metais |
| Depanian         | Gardiens | Quemener                                            | | Arbitrage : Frédéric Le Berre Juges de lignes : Cyril Debuche et Jérémy Metais |
| 18 min           | Pénalités | 24 min                                              | | Arbitrage : Frédéric Le Berre Juges de lignes : Cyril Debuche et Jérémy Metais |
|                  | |                                                     | | Arbitrage : Frédéric Le Berre Juges de lignes : Cyril Debuche et Jérémy Metais |

## Seizièmes de finale
| 22 octobre 2019 | Évry Viry (D2) | 4-3 (0-2, 4-1, 0-0) | Dunkerque (D1) | Patinoire des Lacs de l'Essonne |

| Feuille de match | Feuille de match | Feuille de match            | Feuille de match                                                                                               | Feuille de match                                                                      |
| ---------------- | --- | --------------------------- | --- | ------------------------------------------------------------------------------------- |
|                  | - V. Lomakine (I. Lomakine, Pigeot) — 20 min 57 s (SN) Niemelä (V. Lomakine, I. Lomakine) — 22 min 29 s - I. Lomakine (Ledoux, V. Lomakine) — 35 min 19 s (SN) I. Lomakine (Niemelä, V. Lomakine) — 38 min 38 s (SN) | 0-1 0-2 1-2 2-2 2-3 3-3 4-3 | Mikušovič (Laine) — 4 min 28 s (SN) Budínský (Houque, Poirier) — 10 min 19 s - Sheeran (Ballet) — 33 min 4 s - | Arbitrage : Guillaume Gardiol Juges de lignes : Charles-Edoaurd Salmon et Tom Leonard |
| Melin            | Gardiens | Yrjölä                      | | Arbitrage : Guillaume Gardiol Juges de lignes : Charles-Edoaurd Salmon et Tom Leonard |
| 10 min           | Pénalités | 47 min                      | | Arbitrage : Guillaume Gardiol Juges de lignes : Charles-Edoaurd Salmon et Tom Leonard |
|                  | |                             | | Arbitrage : Guillaume Gardiol Juges de lignes : Charles-Edoaurd Salmon et Tom Leonard |

| 23 octobre 2019 | Reims (D3) | 1-14 (1-4, 0-6, 0-4) | Amiens (SLM) | Patinoire Albert 1er 600 spectateurs |

| Feuille de match                | Feuille de match                   | Feuille de match                                                 | Feuille de match | Feuille de match                                                                       |
| ------------------------------- | ---------------------------------- | ---------------------------------------------------------------- | --- | -------------------------------------------------------------------------------------- |
|                                 | - Bernad (Martial) — 16 min 47 s - | 0-1 0-2 0-3 1-3 1-4 1-5 1-6 1-7 1-8 1-9 1-10 1-11 1-12 1-13 1-14 | Bruche (Verrier) — 8 min 16 s Edwards (Babcock) — 11 min 53 s Matima (Plagnat) — 12 min 13 s - Bault (Gibb, Bélisle) — 17 min 26 s Verrier (Sabatier, Bruche) — 20 min 52 s Plagnat (Franson) — 21 min 54 s Bruche (Franson, Lehtinen) — 27 min 13 s (SN) Lehtinen (Verrier, Gibb) — 29 min 37 s Verrier (Sabatier, Bault) — 32 min 40 s Sabatier (Franson, Verrier) — 36 min 33 s Halley (Romand, Bélisle) — 47 min 5 s Gibb (Verrier) — 47 min 17 s Giroux (Hallet) — 50 min 55 s Franson (Bruche, Verrier) — 52 min 12 s (SN) | Arbitrage : Alexandre Hauchart Juges de lignes : Aurélien Smeeckaert et Samuel Fessier |
| Taari (40 min) Watelet (20 min) | Gardiens                           | Savoye                                                           | | Arbitrage : Alexandre Hauchart Juges de lignes : Aurélien Smeeckaert et Samuel Fessier |
| 28 min                          | Pénalités                          | 2 min                                                            | | Arbitrage : Alexandre Hauchart Juges de lignes : Aurélien Smeeckaert et Samuel Fessier |
|                                 |                                    |                                                                  | | Arbitrage : Alexandre Hauchart Juges de lignes : Aurélien Smeeckaert et Samuel Fessier |

| 23 octobre 2019 | Français volants (D2) | 0-11 (0-3, 0-5, 0-3) | Rouen (SLM) | Patinoire municipale de Neuilly-sur-Marne 172 spectateurs |

| Feuille de match                   | Feuille de match | Feuille de match                              | Feuille de match | Feuille de match                                                                   |
| ---------------------------------- | ---------------- | --------------------------------------------- | --- | ---------------------------------------------------------------------------------- |
|                                    | -                | 0-1 0-2 0-3 0-4 0-5 0-6 0-7 0-8 0-9 0-10 0-11 | Bedin (Koivisto, Crinon) — 16 s Guttig (Deschamps, Caron) — 3 min 28 s Maïa (Msumbu, Bouvet) — 4 min 45 s Deschamps (Dusseau, Langlais) — 28 min 25 s Guttig (Caron) — 28 min 54 s Thinel (Ritz) — 29 min 18 s Guttig (Deschamps, Caron) — 34 min 40 s Thinel (Ritz) — 39 min 54 s Maïa (Roy) — 54 min 42 s Lampérier (Deschamps, Thinel) — 56 min 2 s (SN) Maïa (Msumbu) — 57 min 17 s | Arbitrage : Frédéric Le Berre Juges de lignes : Maxime Laboulais et Thomas Caillot |
| Apassov (40 min) Tricoche (20 min) | Gardiens         | Richard                                       | | Arbitrage : Frédéric Le Berre Juges de lignes : Maxime Laboulais et Thomas Caillot |
| 4 min                              | Pénalités        | 2 min                                         | | Arbitrage : Frédéric Le Berre Juges de lignes : Maxime Laboulais et Thomas Caillot |
|                                    |                  |                                               | | Arbitrage : Frédéric Le Berre Juges de lignes : Maxime Laboulais et Thomas Caillot |

| 3 novembre 2019 | Asnières-sur-Seine (D3) | 5-4 (0-2, 2-0, 3-2) | Châlons-en-Champagne (D2) | Patinoire des Courtilles 50 spectateurs |

| Feuille de match | Feuille de match | Feuille de match                    | Feuille de match | Feuille de match                                                                   |
| ---------------- | --- | ----------------------------------- | --- | ---------------------------------------------------------------------------------- |
|                  | - Papp (Utans, Aurouzé) — 26 min 19 s Viennot (Besson) — 35 min 25 s (SN) N. Jeannin (Kiss) — 42 min 6 s (IN) Aurouzé (Besson) — 44 min 9 s (SN) - Motte (Aurouzé, Besson) — 56 min 14 s (SN) | 0-1 0-2 1-2 2-2 3-2 4-2 4-3 4-4 5-4 | Mikula (Hanes, Goncalves) — 7 min 36 s Miyazaki (Rouillard, Argento) — 9 min 42 s - Miyazaki (Argento, Mikula) — 46 min 24 s Hanes (Argento, Rouillard) — 49 min 25 s (2 SN) - | Arbitrage : Sébastien Levasseur Juges de lignes : Gaëlle Bourdon et Alban Delsarte |
| Kiss             | Gardiens | Célestin                            | | Arbitrage : Sébastien Levasseur Juges de lignes : Gaëlle Bourdon et Alban Delsarte |
| 70 min           | Pénalités | 14 min                              | | Arbitrage : Sébastien Levasseur Juges de lignes : Gaëlle Bourdon et Alban Delsarte |
|                  | |                                     | | Arbitrage : Sébastien Levasseur Juges de lignes : Gaëlle Bourdon et Alban Delsarte |

| 23 octobre 2019 | Meudon (D2) | 3-5 (1-2, 2-2, 0-1) | Neuilly-sur-Marne (D1) | Patinoire de Meudon 310 spectateurs |

| Feuille de match | Feuille de match | Feuille de match                | Feuille de match | Feuille de match                                                                   |
| ---------------- | --- | ------------------------------- | --- | ---------------------------------------------------------------------------------- |
|                  | - Debenedet (Rabelle, Marra) — 14 min 19 s (SN) - Ottino (Blossier) — 35 min 46 s Debenedet (Fournier-Gosselin, Gordon) — 38 min 17 s (SN) - | 0-1 1-1 1-2 1-3 1-4 2-4 3-4 3-5 | Šafář (Valier, Janneteau) — 13 min 36 s (IN) - Silk (Míka, Dubé) — 14 min 56 s Janneteau (Ropert, Dubé) — 28 min 52 s Bushbacher (Janneteau, Vrielynck) — 33 min 44 s - Saliji (Breton) — 59 min 43 s (CV) | Arbitrage : Nicolas Cregut Juges de lignes : Anne-Sophie Boniface et Cyril Debuche |
| McDonald         | Gardiens | Sopko                           | | Arbitrage : Nicolas Cregut Juges de lignes : Anne-Sophie Boniface et Cyril Debuche |
| 16 min           | Pénalités | 8 min                           | | Arbitrage : Nicolas Cregut Juges de lignes : Anne-Sophie Boniface et Cyril Debuche |
|                  | |                                 | | Arbitrage : Nicolas Cregut Juges de lignes : Anne-Sophie Boniface et Cyril Debuche |

| 22 octobre 2019 | Épinal (D2) | 0-3 (0-2, 0-1, 0-0) | Mulhouse (SLM) | Patinoire de Poissompré 2 516 spectateurs |

| Feuille de match | Feuille de match | Feuille de match | Feuille de match                                                                                           | Feuille de match                                                           |
| ---------------- | ---------------- | ---------------- | --- | -------------------------------------------------------------------------- |
|                  | -                | 0-1 0-2 0-3      | Jurík (Ševčenko, Laakso) — 4 min 48 s Vīgners — 14 min 31 s Estienne (Cruchandeau, Besinger) — 26 min 29 s | Arbitrage : Adrien Ernecq Juges de lignes : Johan Fauvel et Sueva Torribio |
| Korochoune       | Gardiens         | Richard          | | Arbitrage : Adrien Ernecq Juges de lignes : Johan Fauvel et Sueva Torribio |
| 8 min            | Pénalités        | 20 min           | | Arbitrage : Adrien Ernecq Juges de lignes : Johan Fauvel et Sueva Torribio |
|                  |                  |                  | | Arbitrage : Adrien Ernecq Juges de lignes : Johan Fauvel et Sueva Torribio |

| 22 octobre 2019 | Colmar (D2) | 1-5 (0-2, 0-1, 1-2) | Strasbourg (D1) | Patinoire de l'Illberg 175 spectateurs |

| Feuille de match | Feuille de match                   | Feuille de match                                | Feuille de match | Feuille de match                                                                     |
| ---------------- | ---------------------------------- | ----------------------------------------------- | --- | ------------------------------------------------------------------------------------ |
|                  | - Wood (Bais) — 54 min 16 s (IN) - | 0-1 0-2 0-3 0-4 1-4 1-5                         | Jarolin (Laplace, Trudeau) — 16 min 3 s (SN) Olive (Důras, Cútt) — 16 min 41 s Pardavý (Důras, Olive) — 28 min 26 s (SN) Shaw (Cútt, Colombin) — 46 min 53 s - Olive (Cútt, Shaw) — 55 min 25 s (SN) | Arbitrage : Alexandre Bourreau Juges de lignes : Justin Chouleur et Jason Thorrignac |
| Vazzaz           | Gardiens                           | Hiadlovský (49 min 21 s) Glachant (10 min 39 s) | | Arbitrage : Alexandre Bourreau Juges de lignes : Justin Chouleur et Jason Thorrignac |
| 10 min           | Pénalités                          | 2 min                                           | | Arbitrage : Alexandre Bourreau Juges de lignes : Justin Chouleur et Jason Thorrignac |
|                  |                                    |                                                 | | Arbitrage : Alexandre Bourreau Juges de lignes : Justin Chouleur et Jason Thorrignac |

| 22 octobre 2019 | Chamonix (SLM) | 1-4 (1-1, 0-2, 0-1) | Grenoble (SLM) | Centre sportif Richard-Bozon 756 spectateurs |

| Feuille de match | Feuille de match                         | Feuille de match    | Feuille de match | Feuille de match                                                            |
| ---------------- | ---------------------------------------- | ------------------- | --- | --------------------------------------------------------------------------- |
|                  | - Salonen (Terrier, Penz) — 13 min 5 s - | 0-1 1-1 1-2 1-3 1-4 | Manavian (Fleury, Treille) — 55 s - Baylacq (Bisaillon, Fabre) — 26 min 49 s Fleury (Manavian, Treille) — 31 min 50 s Valier (Treille, Fleury) — 55 min 37 s (CV) | Arbitrage : Jimmy Bergamelli Juges de lignes : Vincent Zede et Damien Icard |
| Sabol            | Gardiens                                 | Horák               | | Arbitrage : Jimmy Bergamelli Juges de lignes : Vincent Zede et Damien Icard |
| 14 min           | Pénalités                                | 6 min               | | Arbitrage : Jimmy Bergamelli Juges de lignes : Vincent Zede et Damien Icard |
|                  |                                          |                     | | Arbitrage : Jimmy Bergamelli Juges de lignes : Vincent Zede et Damien Icard |

| 22 octobre 2019 | Marseille (D1) | 1-4 (0-1, 0-2, 1-1) | Chambéry (D1) | Palais omnisports Marseille Grand Est 1 603 spectateurs |

| Feuille de match | Feuille de match                                | Feuille de match    | Feuille de match | Feuille de match                                                                   |
| ---------------- | ----------------------------------------------- | ------------------- | --- | ---------------------------------------------------------------------------------- |
|                  | - Cestr (Deshaies, Jensen) — 55 min 14 s (SN) - | 0-1 0-2 0-3 1-3 1-4 | Janeček (Lagrone) — 19 min 47 s (SN) Baker — 31 min 50 s (IN) Protčenko (Quattrone, Výhonský) — 32 min 48 s (SN) - Výhonský (Ruotsalainen) — 58 min 48 s (CV) | Arbitrage : Adrian Popa Juges de lignes : Nicolas Constantineau et Gildas Fontaine |
| Virtanen         | Gardiens                                        | Luba                | | Arbitrage : Adrian Popa Juges de lignes : Nicolas Constantineau et Gildas Fontaine |
| 12 min           | Pénalités                                       | 14 min              | | Arbitrage : Adrian Popa Juges de lignes : Nicolas Constantineau et Gildas Fontaine |
|                  |                                                 |                     | | Arbitrage : Adrian Popa Juges de lignes : Nicolas Constantineau et Gildas Fontaine |

| 22 octobre 2019 | Gap (SLM) | 5-2 (1-1, 4-0, 0-1) | Briançon (SLM) | Alp'Arena 2 213 spectateurs |

| Feuille de match | Feuille de match | Feuille de match            | Feuille de match                                                                    | Feuille de match                                                                  |
| ---------------- | --- | --------------------------- | ----------------------------------------------------------------------------------- | --------------------------------------------------------------------------------- |
|                  | Thillet (Mickēvičs, Correia) — 13 min 32 s (SN) - Correia (R. Faure, Mickēvičs) — 26 min 57 s Mickēvičs (Correia, Melisko) — 29 min 4 s Thillet (Vondracek, Melisko) — 30 min 39 s (IN) Thillet (Mickēvičs, Correia) — 37 min 50 s (SN) - | 1-0 1-1 2-1 3-1 4-1 5-1 5-2 | - Campbell (Richardson, Bonnardel) — 13 min 47 s - André (Plouffe, Métais) — 48 min | Arbitrage : Geoffrey Barcelo Juges de lignes : Joris Barcelo et Frédéric Peurière |
| Darier           | Gardiens | Blazek                      |                                                                                     | Arbitrage : Geoffrey Barcelo Juges de lignes : Joris Barcelo et Frédéric Peurière |
| 10 min           | Pénalités | 24 min                      |                                                                                     | Arbitrage : Geoffrey Barcelo Juges de lignes : Joris Barcelo et Frédéric Peurière |
|                  | |                             |                                                                                     | Arbitrage : Geoffrey Barcelo Juges de lignes : Joris Barcelo et Frédéric Peurière |

| 23 octobre 2019 | Annecy (D2) | 2-5 (0-2, 1-1, 1-2) | Roanne (D2) | Complexe Jean Régis |

| Feuille de match | Feuille de match                                            | Feuille de match            | Feuille de match | Feuille de match                                                                      |
| ---------------- | ----------------------------------------------------------- | --------------------------- | --- | ------------------------------------------------------------------------------------- |
|                  | - Moncenix — 29 min 3 s - Moncenix (R. Papa) — 45 min 7 s - | 0-1 0-2 1-2 1-3 2-3 2-4 2-5 | Ravanel (Lamothe, Ļeščovs) — 13 min 37 s Houde (Bonnefond, Lamothe) — 15 min 4 s - Ouimet (Villand, Houde) — 29 min 31 s - Touveron (Ļeščovs) — 57 min 44 s Houde — 59 min 50 s (CV) | Arbitrage : Alexis Grabit Juges de lignes : Alexia Cheyroux et Yohan Creux-Beaugirard |
| Catelin          | Gardiens                                                    | Ginier                      | | Arbitrage : Alexis Grabit Juges de lignes : Alexia Cheyroux et Yohan Creux-Beaugirard |
| 2 min            | Pénalités                                                   | 6 min                       | | Arbitrage : Alexis Grabit Juges de lignes : Alexia Cheyroux et Yohan Creux-Beaugirard |
|                  |                                                             |                             | | Arbitrage : Alexis Grabit Juges de lignes : Alexia Cheyroux et Yohan Creux-Beaugirard |

| 23 octobre 2019 | Morzine-Avoriaz (D2) | 1-5 (0-0, 0-3, 1-2) | Nice (SLM) | Škoda Arena 492 spectateurs |

| Feuille de match | Feuille de match                         | Feuille de match        | Feuille de match | Feuille de match                                                                  |
| ---------------- | ---------------------------------------- | ----------------------- | --- | --------------------------------------------------------------------------------- |
|                  | - Chagnon (Holecko, Delale) — 46 min 6 s | 0-1 0-2 0-3 0-4 0-5 1-5 | Heizer (Abramov, Hrehorčák) — 24 min 30 s (SN) Dorey (Abramov, Carpentier) — 27 min 14 s Dušek (Matějíček, Abramov) — 37 min 7 s Dame-Malka (Hrehorčák, Abramov) — 44 min 58 s (SN) Abramov (Dorey, Carpentier) — 45 min 35 s - | Arbitrage : Benjamin Scolari Juges de lignes : Gwilherm Margry et Quentin Ugolini |
| Mugnier          | Gardiens                                 |                         | | Arbitrage : Benjamin Scolari Juges de lignes : Gwilherm Margry et Quentin Ugolini |
| 26 min           | Pénalités                                | 4 min                   | | Arbitrage : Benjamin Scolari Juges de lignes : Gwilherm Margry et Quentin Ugolini |
|                  |                                          |                         | | Arbitrage : Benjamin Scolari Juges de lignes : Gwilherm Margry et Quentin Ugolini |

| 22 octobre 2019 | Clermont-Ferrand (D1) | 5-4 (TB) (2-1, 0-1, 2-2, 0-0, 1-0) | Bordeaux (SLM) | Patinoire Clermont Communauté 580 spectateurs |

| Feuille de match | Feuille de match | Feuille de match                    | Feuille de match | Feuille de match                                                                       |
| ---------------- | --- | ----------------------------------- | --- | -------------------------------------------------------------------------------------- |
|                  | - Sarliève — 6 min Baškatovs (Medeiros, Sarliève) — 17 min 7 s - Šinkovič (Kuľha, Novotný) — 41 min 47 s Chautant (A. Nalliod-Izacard) — 56 min 22 s Sarlivèe — 65 min (TB) | 0-1 1-1 2-1 2-2 2-3 2-4 3-4 4-4 5-4 | Lessard ([Colomban, Lefebvre) — 4 min 32 s - Poudrier (Poulin, Ranger) — 30 min 51 s Petit (Rambelo, Poudrier) — 44 min 22 s Goličič (Lefebvre, Légaré) — 45 min 35 s - | Arbitrage : Marie-Tjana Picavet Juges de lignes : Vincent Villard et Clément Goncalves |
| Pajpach          | Gardiens | Junca                               | | Arbitrage : Marie-Tjana Picavet Juges de lignes : Vincent Villard et Clément Goncalves |
| 8 min            | Pénalités | 2 min                               | | Arbitrage : Marie-Tjana Picavet Juges de lignes : Vincent Villard et Clément Goncalves |
|                  | |                                     | | Arbitrage : Marie-Tjana Picavet Juges de lignes : Vincent Villard et Clément Goncalves |

| 22 octobre 2019 | Montpellier (D1) | 1-3 (1-0, 0-1, 0-2) | Anglet (SLM) | Patinoire Végapolis 513 spectateurs |

| Feuille de match | Feuille de match                            | Feuille de match | Feuille de match | Feuille de match                                                                      |
| ---------------- | ------------------------------------------- | ---------------- | --- | ------------------------------------------------------------------------------------- |
|                  | Fomin (Kubus, Martinec) — 4 min 48 s (SN) - | 1-0 1-1 2-1 3-1  | - Kloz (Tarkkanen, Perttilä) — 28 min 36 s (SN) Decock (Gauthier, Silvennoinen) — 45 min 37 s Poudrier (Silvennoinen, Perttilä) — 48 min 7 s | Arbitrage : Didier Drif Juges de lignes : Alexandre Donat-Magnin et Guiillaume Gielly |
| Dvořák           | Gardiens                                    | Schierhorn       | | Arbitrage : Didier Drif Juges de lignes : Alexandre Donat-Magnin et Guiillaume Gielly |
| 32 min           | Pénalités                                   | 6 min            | | Arbitrage : Didier Drif Juges de lignes : Alexandre Donat-Magnin et Guiillaume Gielly |
|                  |                                             |                  | | Arbitrage : Didier Drif Juges de lignes : Alexandre Donat-Magnin et Guiillaume Gielly |

| 22 octobre 2019 | Nantes (D1) | 1-2 (1-1, 0-1, 0-0) | Caen (D1) | Patinoire du Petit Port 987 spectateurs |

| Feuille de match | Feuille de match                            | Feuille de match | Feuille de match                                                    | Feuille de match                                                       |
| ---------------- | ------------------------------------------- | ---------------- | ------------------------------------------------------------------- | ---------------------------------------------------------------------- |
|                  | - Léveillé (Logan, Bergeron) — 15 min 6 s - | 0-1 1-1 1-2      | Cerkovnik — 10 min 59 s (SN) - Palis (Robert, Benoit) — 28 min 31 s | Arbitrage : Yann Furet Juges de lignes : Jérémy Metais et Eric Briolat |
| Sedlacek         | Gardiens                                    | Quemener         |                                                                     | Arbitrage : Yann Furet Juges de lignes : Jérémy Metais et Eric Briolat |
| 10 min           | Pénalités                                   | 10 min           |                                                                     | Arbitrage : Yann Furet Juges de lignes : Jérémy Metais et Eric Briolat |
|                  |                                             |                  |                                                                     | Arbitrage : Yann Furet Juges de lignes : Jérémy Metais et Eric Briolat |

| 22 octobre 2019 | Brest (D1) | 0-8 (0-2, 0-3, 0-3) | Angers (SLM) | Rïnkla Stadium 615 spectateurs |

| Feuille de match                | Feuille de match | Feuille de match                | Feuille de match | Feuille de match                                                             |
| ------------------------------- | ---------------- | ------------------------------- | --- | ---------------------------------------------------------------------------- |
|                                 | -                | 0-1 0-2 0-3 0-4 0-5 0-6 0-7 0-8 | Campbell (Coulombe, Lacroix) — 9 min 51 s (SN) Di Dio Balsamo (Latendresse, Bouchard) — 10 min 50 s Lacroix (Gaborit, Masson) — 23 min 19 s Masson (Lacroix, Gaborit) — 30 min 39 s Manning (Botten, Campbell) — 37 min 42 s Lacroix (Latendresse, Manning) — 40 min 58 s (SN) Bouchard (Campbell, Manning) — 46 min 45 s Coulombe (Botten, Farnier) — 58 min 55 s | Arbitrage : Julien Peyre Juges de lignes : Leevan Thiebault et Jérémy Douchy |
| Surek (40 min) Gaubert (20 min) | Gardiens         | Hardy                           | | Arbitrage : Julien Peyre Juges de lignes : Leevan Thiebault et Jérémy Douchy |
| 28 min                          | Pénalités        | 2 min                           | | Arbitrage : Julien Peyre Juges de lignes : Leevan Thiebault et Jérémy Douchy |
|                                 |                  |                                 | | Arbitrage : Julien Peyre Juges de lignes : Leevan Thiebault et Jérémy Douchy |

## Huitièmes de finale
| 26 novembre 2019 | Évry Viry (D2) | 3-6 (0-2, 0-3, 3-1) | Neuilly-sur-Marne (D1) | Patinoire des Lacs de l'Essonne 338 spectateurs |

| Feuille de match | Feuille de match                                                                                                  | Feuille de match                    | Feuille de match | Feuille de match                                                             |
| ---------------- | --- | ----------------------------------- | --- | ---------------------------------------------------------------------------- |
|                  | - Marouillat (Sadloň) — 40 min 32 s Williams (Jeannette) — 47 min 43 s - Williams (Ledoux, Niemelä) — 56 min 32 s | 0-1 0-2 0-3 0-4 0-5 1-5 2-5 2-6 3-6 | Saliji (Silk, Giorgi) — 11 min 18 s Bushbacher (Dubé, Breton) — 12 min 46 s Silk (Vrielynck, Míka) — 26 min 28 s Dubé (McSween) — 30 min 13 s Bushbacher (Marks, McSween) — 33 min 7 s - Bushbacher (Janneteau, Silk) — 51 min 16 s (SN) - | Arbitrage : Yann Furet Juges de lignes : Joffrey Yssembourg et Jérémy Metais |
| Brunetti         | Gardiens | Melin                               | | Arbitrage : Yann Furet Juges de lignes : Joffrey Yssembourg et Jérémy Metais |
| 10 min           | Pénalités | 8 min                               | | Arbitrage : Yann Furet Juges de lignes : Joffrey Yssembourg et Jérémy Metais |
|                  | |                                     | | Arbitrage : Yann Furet Juges de lignes : Joffrey Yssembourg et Jérémy Metais |

| 26 novembre 2019 | Strasbourg (D1) | 0-4 (0-1, 0-1, 0-2) | Mulhouse (SLM) | Patinoire Iceberg 689 spectateurs |

| Feuille de match | Feuille de match | Feuille de match | Feuille de match | Feuille de match                                                                        |
| ---------------- | ---------------- | ---------------- | --- | --------------------------------------------------------------------------------------- |
|                  | -                | 0-1 0-2 0-3 0-4  | Ten Braak (Besinger) — 4 min 59 s Wilson (Vīgners, Raux) — 36 min 25 s (SN) Ten Braak — 48 min 41 s Downey (Munoz) — 51 min 52 s (IN) | Arbitrage : Benjamin Gremion Juges de lignes : Anne-Sophie Boniface et Jason Thorrignac |
| Hiadlovský       | Gardiens         | Papillon         | | Arbitrage : Benjamin Gremion Juges de lignes : Anne-Sophie Boniface et Jason Thorrignac |
| 20 min           | Pénalités        | 6 min            | | Arbitrage : Benjamin Gremion Juges de lignes : Anne-Sophie Boniface et Jason Thorrignac |
|                  |                  |                  | | Arbitrage : Benjamin Gremion Juges de lignes : Anne-Sophie Boniface et Jason Thorrignac |

| 26 novembre 2019 | Asnières (D3) | 1-11 (0-4, 0-4, 1-3) | Amiens (SLM) | Patinoire des Courtilles 240 spectateurs |

| Feuille de match | Feuille de match                        | Feuille de match                                   | Feuille de match | Feuille de match                                                                  |
| ---------------- | --------------------------------------- | -------------------------------------------------- | --- | --------------------------------------------------------------------------------- |
|                  | - Litim (Viennot, Papp) — 56 min 28 s - | 0-1 0-2 0-3 0-4 0-5 0-6 0-7 0-8 0-9 0-10 1-10 1-11 | Plagnat (Giroux) — 3 min 9 s Drolet (Coulaud) — 5 min 20 s (SN) Matima — 12 min 49 s Verrier (Belisle, Suire) — 19 min 39 s Drolet (Giroux, Tiramani) — 34 min 17 s Babcock (Suire, Coulaud) — 35 min 14 s Bruche — 36 min 26 s Suire (Verrier, Sabatier) — 39 min 7 s Verrier (Babcock, Coulaud) — 42 min 15 s (SN) Verrier (Sabatier, Savoye) — 49 min 11 s - Verrier (Gibb) — 57 min 56 s | Arbitrage : Savice Fabre Juges de lignes : Charles-Édouard Salon et Cyril Debuche |
| Kiss             | Gardiens                                | Savoye                                             | | Arbitrage : Savice Fabre Juges de lignes : Charles-Édouard Salon et Cyril Debuche |
| 12 min           | Pénalités                               | 2 min                                              | | Arbitrage : Savice Fabre Juges de lignes : Charles-Édouard Salon et Cyril Debuche |
|                  |                                         |                                                    | | Arbitrage : Savice Fabre Juges de lignes : Charles-Édouard Salon et Cyril Debuche |

| 26 novembre 2019 | Caen (D1) | 0-3 (0-0, 0-2, 0-1) | Rouen (SLM) | Patinoire de Caen la mer 1 250 spectateurs |

| Feuille de match | Feuille de match | Feuille de match | Feuille de match                                                                                             | Feuille de match                                                                  |
| ---------------- | ---------------- | ---------------- | --- | --------------------------------------------------------------------------------- |
|                  | -                | 0-1 0-2 0-3      | Nesa (Crinon, Koivisto) — 30 min 6 s Deschamps (Guttig, Maïa) — 39 min 59 s Deschamps (Guttig) — 47 min 14 s | Arbitrage : Adrien Ernecq Juges de lignes : Clément Goncalves et Leevan Thiebault |
| Quemener         | Gardiens         | Pintarič         | | Arbitrage : Adrien Ernecq Juges de lignes : Clément Goncalves et Leevan Thiebault |
| 4 min            | Pénalités        | 2 min            | | Arbitrage : Adrien Ernecq Juges de lignes : Clément Goncalves et Leevan Thiebault |
|                  |                  |                  | | Arbitrage : Adrien Ernecq Juges de lignes : Clément Goncalves et Leevan Thiebault |

| 26 novembre 2019 | Roanne (D2) | 6-5 (1-0, 1-1, 4-4) | Clermont-Ferrand (D1) | Patinoire Fontalon 476 spectateurs |

| Feuille de match | Feuille de match | Feuille de match                            | Feuille de match | Feuille de match                                                               |
| ---------------- | --- | ------------------------------------------- | --- | ------------------------------------------------------------------------------ |
|                  | Ouimet (Tardif) — 13 min 28 s - Touveron (Tardif, Bellerose) — 35 min 17 s (SN) - Ļeščovs (Nepveu de Villemarceau) — 41 min 14 s - Saunier (Tardif, Ouimet) — 45 min Nepveu de Villemarceau — 45 min 17 s Ļeščovs (R. Bonnefond) — 46 min 55 s (SN) - | 1-0 1-1 2-1 2-2 3-2 3-3 4-3 5-3 6-3 6-4 6-5 | - Kuľha (A. Nalliod-Izacard, Labbé) — 20 min 51 s (SN) - Baškatovs (A. Nalliond-Izacard) — 40 min 28 s - Medeiros (Sarliève, Labbé) — 42 min 21 s - Sarliève (Medeiros) — 49 min 16 s Chautant (Medeiros) — 59 min 56 s (SN + JS) | Arbitrage : Benjamin Scolari Juges de lignes : Quentin Ugolini et Eric Briolat |
| Ginier           | Gardiens | Pajpach                                     | | Arbitrage : Benjamin Scolari Juges de lignes : Quentin Ugolini et Eric Briolat |
| 10 min           | Pénalités | 10 min                                      | | Arbitrage : Benjamin Scolari Juges de lignes : Quentin Ugolini et Eric Briolat |
|                  | |                                             | | Arbitrage : Benjamin Scolari Juges de lignes : Quentin Ugolini et Eric Briolat |

| 26 novembre 2019 | Chambéry (D1) | 1-4 (0-2, 0-2, 1-0) | Gap (SLM) | Patinoire Buisson Rond 400 spectateurs |

| Feuille de match | Feuille de match                            | Feuille de match    | Feuille de match | Feuille de match                                                             |
| ---------------- | ------------------------------------------- | ------------------- | --- | ---------------------------------------------------------------------------- |
|                  | - Výhonský (Dugast, Franzini) — 44 min 24 s | 0-1 0-2 0-3 0-4 1-4 | Chapuis (Guertin, Ranger) — 1 min 26 s Correia (Melisko) — 9 min 22 s Gagnon (Goličič) — 21 min 25 s Vondráček (Ranger) — 39 min - | Arbitrage : Nicolas Barbez Juges de lignes : Gwilherm Margry et Vincent Zede |
| Luba             | Gardiens                                    | Darier              | | Arbitrage : Nicolas Barbez Juges de lignes : Gwilherm Margry et Vincent Zede |
| 10 min           | Pénalités                                   | 8 min               | | Arbitrage : Nicolas Barbez Juges de lignes : Gwilherm Margry et Vincent Zede |
|                  |                                             |                     | | Arbitrage : Nicolas Barbez Juges de lignes : Gwilherm Margry et Vincent Zede |

| 26 novembre 2019 | Nice (SLM) | 4-3 (TB) (0-1, 1-1, 2-1, 0-0, 1-0) | Angers (SLM) | Palais des sports Jean-Bouin 551 spectateurs |

| Feuille de match | Feuille de match | Feuille de match            | Feuille de match                                                                                                  | Feuille de match                                                                       |
| ---------------- | --- | --------------------------- | --- | -------------------------------------------------------------------------------------- |
|                  | - Hrehorčák (Dušek, Kopta) — 27 min 3 s (SN) - Dame-Malka (Aviani) — 42 min 15 s Abramov (Dorey) — 56 min 28 s Hrehorčák — 65 min (TB) | 0-1 0-2 1-2 1-3 2-3 3-3 4-3 | Lacroix (Campbell, Manning) — 17 min 15 s (SN) Guenther — 25 min 20 s - Guenther (Lévèque, Serer) — 41 min 13 s - | Arbitrage : Laurent Garbay Juges de lignes : Guillaume Gielly et Nicolas Constantineau |
| Stojanovič       | Gardiens | Hardy                       | | Arbitrage : Laurent Garbay Juges de lignes : Guillaume Gielly et Nicolas Constantineau |
| 4 min            | Pénalités | 4 min                       | | Arbitrage : Laurent Garbay Juges de lignes : Guillaume Gielly et Nicolas Constantineau |
|                  | |                             | | Arbitrage : Laurent Garbay Juges de lignes : Guillaume Gielly et Nicolas Constantineau |

| 26 novembre 2019 | Grenoble (SLM) | 1-2 (1-1, 0-0, 0-1) | Anglet (SLM) | Patinoire Polesud 2 692 spectateurs |

| Feuille de match | Feuille de match                        | Feuille de match | Feuille de match                                                   | Feuille de match                                                              |
| ---------------- | --------------------------------------- | ---------------- | ------------------------------------------------------------------ | ----------------------------------------------------------------------------- |
|                  | Champagne (Hardy, Koudri) — 8 min 5 s - | 1-0 1-1 1-2      | - Lamboley (Perttilä) — 14 min 53 s Riendeau (Martin) — 43 min 1 s | Arbitrage : Pierre Dehaen Juges de lignes : Joris Barcelo et Guillaume Barthe |
| Horák            | Gardiens                                | Schierhorn       |                                                                    | Arbitrage : Pierre Dehaen Juges de lignes : Joris Barcelo et Guillaume Barthe |
| 18 min           | Pénalités                               | 24 min           |                                                                    | Arbitrage : Pierre Dehaen Juges de lignes : Joris Barcelo et Guillaume Barthe |
|                  |                                         |                  |                                                                    | Arbitrage : Pierre Dehaen Juges de lignes : Joris Barcelo et Guillaume Barthe |

## Quarts de finale
| 17 décembre 2019 | Anglet (SLM) | 3-7 (1-2, 1-4, 1-1) | Rouen (SLM) | Patinoire de la Barre 975 spectateurs |

| Feuille de match | Feuille de match | Feuille de match                        | Feuille de match | Feuille de match                                                                                    |
| ---------------- | --- | --------------------------------------- | --- | --------------------------------------------------------------------------------------------------- |
|                  | - Arrossamena (Decock, Gauthier) — 15 min 46 s Gauthier (Pacalaj) — 21 min 36 s - Decock (Kunnas) — 49 min 57 s (SN) - | 0-1 0-2 1-2 2-2 2-3 2-4 2-5 2-6 3-6 3-7 | Roy (Guttig, Deschamps) — 3 min 9 s Caron (Ritz, Lampérier) — 15 min 9 s - Ritz (Chakiachvili, Roy) — 23 min 5 s Guttig (Deschamps, Maïa) — 28 min 56 s Lampérier (Deschamps, Langlais) — 30 min 33 s (SN) Guttig (Roy, Chakiachvili) — 35 min 7 s (SN) - Roy (Lampérier) — 52 min 42 s (SN) | Arbitrage : Geoffroy Barcelo et Savice Fabre Juges de lignes : Guillaume Gielly et Guillaume Barthe |
| Schierhorn       | Gardiens | Pintarič                                | | Arbitrage : Geoffroy Barcelo et Savice Fabre Juges de lignes : Guillaume Gielly et Guillaume Barthe |
| 18 min           | Pénalités | 12 min                                  | | Arbitrage : Geoffroy Barcelo et Savice Fabre Juges de lignes : Guillaume Gielly et Guillaume Barthe |
|                  | |                                         | | Arbitrage : Geoffroy Barcelo et Savice Fabre Juges de lignes : Guillaume Gielly et Guillaume Barthe |

| 18 décembre 2019 | Roanne (D2) | 3-5 (1-3, 2-1, 0-1) | Nice (SLM) | Patinoire Fontalon 648 spectateurs |

| Feuille de match | Feuille de match | Feuille de match                | Feuille de match | Feuille de match                                                                             |
| ---------------- | --- | ------------------------------- | --- | -------------------------------------------------------------------------------------------- |
|                  | - Bellerose (Ļeščovs) — 19 min 27 s Tardif (Ouimet, Saunier) — 21 min 51 s - Tardif (Bellerose) — 38 min 57 s (IN) - | 0-1 0-2 0-3 1-3 2-3 2-4 3-4 3-5 | Sutor (Bagin, Chabert) — 3 min 29 s Dušek (Chabert, Sutor) — 6 min 5 s Heizer (Widmar) — 11 min 15 s - Dame-Malka (Petit, Thomas) — 24 min 51 s - Chabert — 54 min 43 s | Arbitrage : Laurent Garbay et Julien Peyre Juges de lignes : Vincent Zede et Gwilherm Margry |
| Ginier           | Gardiens | Stojanovič                      | | Arbitrage : Laurent Garbay et Julien Peyre Juges de lignes : Vincent Zede et Gwilherm Margry |
| 4 min            | Pénalités | 8 min                           | | Arbitrage : Laurent Garbay et Julien Peyre Juges de lignes : Vincent Zede et Gwilherm Margry |
|                  | |                                 | | Arbitrage : Laurent Garbay et Julien Peyre Juges de lignes : Vincent Zede et Gwilherm Margry |

| 18 décembre 2019 | Neuilly-sur-Marne (D1) | 2-4 (1-2, 1-2, 0-0) | Mulhouse (SLM) | Patinoire municipale de Neuilly-sur-Marne 228 spectateurs |

| Feuille de match | Feuille de match                                                                             | Feuille de match        | Feuille de match | Feuille de match                                                                                    |
| ---------------- | -------------------------------------------------------------------------------------------- | ----------------------- | --- | --------------------------------------------------------------------------------------------------- |
|                  | Saliji (Silk, Janneteau) — 9 min 22 s (SN) - Auvitu (Janneteau, Saliji) — 20 min 49 s (SN) - | 1-0 1-1 1-2 2-2 2-3 2-4 | - Vīgners (Ševčenko, Jurík) — 10 min 1 s Besinger (Downey, Wilson) — 13 min 29 s (SN) - Bowes (Hecquefeuille, Papillon) — 29 min 3 s (SN) Convert (Laasko, Hecquefeuille) — 32 min 50 s | Arbitrage : Nicolas Cregut et Jérémy Rauline Juges de lignes : Joffrey Yssembourg et Jérémie Douchy |
| Sopko            | Gardiens                                                                                     | Papillon                | | Arbitrage : Nicolas Cregut et Jérémy Rauline Juges de lignes : Joffrey Yssembourg et Jérémie Douchy |
| 24 min           | Pénalités                                                                                    | 12 min                  | | Arbitrage : Nicolas Cregut et Jérémy Rauline Juges de lignes : Joffrey Yssembourg et Jérémie Douchy |
|                  |                                                                                              |                         | | Arbitrage : Nicolas Cregut et Jérémy Rauline Juges de lignes : Joffrey Yssembourg et Jérémie Douchy |

| 18 décembre 2019 | Amiens (SLM) | 5-4 (1-0, 2-3, 1-1, 1-0) | Gap (SLM) | Coliseum 1 655 spectateurs |

| Feuille de match | Feuille de match | Feuille de match                    | Feuille de match | Feuille de match                                                                                      |
| ---------------- | --- | ----------------------------------- | --- | --- |
|                  | Halley (Bélisle, Giroux) — 3 min 30 s (SN) - Romand (Giroux, Prissaint) — 32 min 19 s Lehtinen (Fransson, Matima) — 37 min 29 s (SN) - Romand (Richardson, Halley) — 41 min 43 s (SN) - Bélisle (Giroux, Buysse) — 64 min 50 s | 1-0 1-1 1-2 2-2 3-2 3-3 4-3 4-4 5-4 | - Raats (Guertin, Chapuis) — 28 min 55 s Goličič (Correia, Dupuy) — 31 min 39 s - Colotti (Pascal) — 38 min 46 s - — 52 min 44 s - | Arbitrage : Alexandre Hauchart et Pierre Dehaen Juges de lignes : Thomas Caillot et Clément Goncalves |
| Buysse           | Gardiens | Ylönen                              | | Arbitrage : Alexandre Hauchart et Pierre Dehaen Juges de lignes : Thomas Caillot et Clément Goncalves |
| 36 min           | Pénalités | 18 min                              | | Arbitrage : Alexandre Hauchart et Pierre Dehaen Juges de lignes : Thomas Caillot et Clément Goncalves |
|                  | |                                     | | Arbitrage : Alexandre Hauchart et Pierre Dehaen Juges de lignes : Thomas Caillot et Clément Goncalves |

## Demi-finales
| 15 janvier 2020 | Nice (SLM) | 0-4 (0-0, 0-1, 0-3) | Amiens (SLM) | Palais des sports Jean-Bouin 955 spectateurs |

| Feuille de match | Feuille de match | Feuille de match | Feuille de match | Feuille de match                                                                                        |
| ---------------- | ---------------- | ---------------- | --- | --- |
|                  | -                | 0-1 0-2 0-3 0-4  | Richardson (Halley, Giroux) — 37 min 4 s (SN) Giroux (Bélisle, Verrier) — 43 min 9 s (SN) Verrier (Richardson) — 52 min 39 s Babcock (Richardson) — 57 min 5 s (CV) | Arbitrage : Geoffrey Barcelo et Nicolas Cregut Juges de lignes : Joris Barcelo et Nicolas Constantineau |
| Stojanovič       | Gardiens         | Buysse           | | Arbitrage : Geoffrey Barcelo et Nicolas Cregut Juges de lignes : Joris Barcelo et Nicolas Constantineau |
| 20 min           | Pénalités        | 12 min           | | Arbitrage : Geoffrey Barcelo et Nicolas Cregut Juges de lignes : Joris Barcelo et Nicolas Constantineau |
|                  |                  |                  | | Arbitrage : Geoffrey Barcelo et Nicolas Cregut Juges de lignes : Joris Barcelo et Nicolas Constantineau |

| 15 janvier 2020 | Rouen (SLM) | 2-1 (1-0, 1-1, 0-0) | Mulhouse (SLM) | Île Lacroix 2 747 spectateurs |

| Feuille de match | Feuille de match                                                                   | Feuille de match | Feuille de match              | Feuille de match                                                                                      |
| ---------------- | ---------------------------------------------------------------------------------- | ---------------- | ----------------------------- | --- |
|                  | Thinel (Lampérier, Ritz) — 7 min 58 s - Deschamps (Langlais, Crinon) — 34 min 31 s | 1-0 1-1 2-1      | - Downey — 33 min 45 s (IN) - | Arbitrage : Pierre Dehaen et Alexandre Hauchart Juges de lignes : Thomas Caillot et Clément Goncalves |
| Pintarič         | Gardiens                                                                           | Papillon         |                               | Arbitrage : Pierre Dehaen et Alexandre Hauchart Juges de lignes : Thomas Caillot et Clément Goncalves |
| 10 min           | Pénalités                                                                          | 6 min            |                               | Arbitrage : Pierre Dehaen et Alexandre Hauchart Juges de lignes : Thomas Caillot et Clément Goncalves |
|                  |                                                                                    |                  |                               | Arbitrage : Pierre Dehaen et Alexandre Hauchart Juges de lignes : Thomas Caillot et Clément Goncalves |

## Finale
| 16 février 2020 | Rouen | 2-3 (TB) (0-0, 1-1, 1-1, 0-0, 0-1) | Amiens | AccorHotels Arena 13 877 spectateurs |

| Feuille de match | Feuille de match                                                                                   | Feuille de match    | Feuille de match                                                                                         | Feuille de match                                                                                        |
| ---------------- | -------------------------------------------------------------------------------------------------- | ------------------- | --- | --- |
|                  | Barker (Lehtonen, Caron) — 24 min 58 s (SN) - Lampérier (Deschamps, Langlais) — 56 min 43 s (SN) - | 1-0 1-1 1-2 2-2 2-3 | - Giroux (Halley, Gibb) — 31 min 27 s Verrier (Halley, Giroux) — 44 min 41 s (SN) - Giroux — 65 min (TB) | Arbitrage : Geoffrey Barcelo et Pierre Dehaen Juges de lignes : Nicolas Constantineau et Thomas Caillot |
| Pintarič         | Gardiens                                                                                           | Buysse              | | Arbitrage : Geoffrey Barcelo et Pierre Dehaen Juges de lignes : Nicolas Constantineau et Thomas Caillot |
| 22 min           | Pénalités                                                                                          | 14 min              | | Arbitrage : Geoffrey Barcelo et Pierre Dehaen Juges de lignes : Nicolas Constantineau et Thomas Caillot |
|                  | |                     | | Arbitrage : Geoffrey Barcelo et Pierre Dehaen Juges de lignes : Nicolas Constantineau et Thomas Caillot |

## Nombre d'équipes par division et par tour
|                       | Premier tour | Seizièmes de finale | Huitièmes de finale | Quarts de finale      | Demi- finales         | Finale                |
| Ligue Magnus 11 clubs | Exempts      | 11                  | 8                   | 6                     | 4                     | 2                     |
| Division 1 13 clubs   | 10           | 10                  | 5                   | 1                     | Plus de représentants | Plus de représentants |
| Division 2 17 clubs   | 17           | 8                   | 2                   | 1                     | Plus de représentants | Plus de représentants |
| Division 3 9 clubs    | 9            | 3                   | 1                   | Plus de représentants | Plus de représentants | Plus de représentants |
| Totaux                | 36           | 32                  | 16                  | 8                     | 4                     | 2                     |